# 玉环市陈屿中心小学
玉环市陈屿中心小学（简称陈屿镇小、陈屿小学）是一所位于中华人民共和国浙江省玉环市大麦屿街道的小学。学校的前身可追溯到1913年创办的陈岙营房宫私塾，几度更改校名和搬迁。苏泊尔集团曾向该校捐赠一家压力锅配件厂，十多年内为该校提取近千万元的收入。目前，该校注重阳光体育及素质教育，校内的铜管乐队是玉环唯一一支学生铜管乐队，校内的丰山书院开设特色课程，传承非遗文化。

## 历史
学校前身是当地人士沈凤安于民国二年（1913年）创办的陈岙营房宫私塾。民国16年（1927年），学校改办为玉环陈岙区立育才初级小学。民国19年（1930年），改名玉环县立第六小学。民国20年（1931年），改名为玉环第一区县立陈岙小学。民国28年（1939年），改名为玉环第二区县立陈岙初级小学。民国30年（1941年），改名玉环县陈屿乡中心国民学校，共4个班，学生100多人，教师5人。1951年，又称双峰乡小学。1952年，改称玉环县陈屿区中心小学。至1954年，学校拥有6个班，学生180人，教职工11人。1958年11月，改名为玉环县陈屿人民公社中心小学。1959年4月，玉环县并入温岭县，改名温岭县陈屿人民公社中心小学。1960年9月，改为温岭县陈屿中心小学。1961年9月，改称温岭县陈屿公社中心校。1962年4月，玉环县恢复建制，校名复为玉环县陈屿公社中心校。同年11月，改称玉环县陈屿区中心小学。文化大革命期间，1970年2月改名为陈屿“五·七”学校。1977年8月，校名改回陈屿公社中心校。1980年1月，校名改回玉环县陈屿区中心小学。至1989年，校舍占地约4亩，建筑面积1472平方米，拥有12个班，学生607人，教职工28人。1992年4月至5月，玉环实施撤区扩镇并乡，陈屿区改为陈屿镇，校名也改为玉环县陈屿镇中心小学。
在此过程中，学校也几度搬迁。到20世纪八九十年代，学校受占地、规模等限制，没有发展余地，校舍也破败不堪。时任校长徐良福提出校网搬迁的方案，即合并区内4所村级小学新建一所较大的学校。另外，苏泊尔集团创始人苏增福决定，向学校捐赠集团下的一个旧厂房及配套设备，全方位扶持建起一个校办的压力锅配件厂。这家校办工厂，十多年内为学校提取了近千万元的收入，直接加速了学校设备的升级。2000年6月，陈屿镇改为珠港镇陈屿办事处，隶属于珠港镇，学校更名为玉环县珠港镇陈屿中心小学。12月25日，总投资1200万元、建筑面积10735平方米的综合楼工程通过竣工验收，被评定为优良工程。该楼由大麦屿经济开发区、苏泊尔集团等投资，拥有30个普通教室、35个专用教室及演播厅、卫生设施等，在全玉环县甚至台州市都属一流水平。次月学校又投资20余万元建成动物标本室，是当时玉环县规模最大的动物标本室之一。2002年7月，陈屿中心小学扩建规划方案通过会审。2006年，新校舍完工，分为教学区、运动区和生活区。2009年8月，珠港镇撤销，珠港镇陈屿办事处改为大麦屿街道。但当时校名没有同时更改，名义上仍为玉环县珠港镇陈屿中心小学，人们则习惯称“陈屿中心小学”。直到2017年玉环撤县设市后，6月9日，经玉环市教育局批准，学校校名改为玉环市陈屿中心小学。
随着学校的发展和当地人口的增加，学校的就学压力逐渐提升，班级数从30个激增到60个，影响了教学质量。同时，老校舍面积较小，没有大操场，限制了师生的活动空间。陈屿中心小学分校区新建工程位于大麦屿街道小古顺村，于2015年6月10日完成项目建议书批复。工程于2017年11月24日上午由时任中共玉环市委书记林先华宣布开工，于2018年5月13日正式开工，至2020年5月已完工90%。工程投资超1.6亿元，规划用地面积52028平方米，建设用地面积3.81万平方米，总建筑面积2.82万平方米，建设教学综合楼、行政办公楼、图书馆、食堂等楼房，及300米环形跑道田径场、篮球场、排球场等体育设施。预计2020年年底全面竣工，2021年投入使用，可容纳48个班级、2160名学生，并将古城学校与古顺学校的学生逐步迁入进来。

## 校舍
现时校址坐落于大麦屿街道中心地段，占地面积近40000平方米，建筑面积16700平方米（一说占地面积47306平方米、建筑面积22234平方米），四至六层。分为教学区、运动区和生活区。教学区除教学楼外，开辟有专门的艺术教室；运动区建成250米环形跑道的体育场、室内游泳池、风雨操场及室外活动场地；生活区则拥有学生及教职工宿舍。校内配备有电教设施，多媒体教室里设有液晶显示仪、视频展示台，以及灯光、音响等设备。学校图书馆藏书5万余册，阅览室拥有300多种书刊。动物标本室内拥有100多种名贵标本，拓宽学生视野。

## 校务
学校的校训为“志存高远、自强不息”，以“以人为本、全面发展”为办学宗旨。至2011年，拥有教师130人，学生2347人，班级48个。至2020年6月，校长为陈钟钧，班级数60个。早在2000年9月的新学期，玉环就在陈屿镇小开展小班化教学试点，每班学生控制在24－28名。
为注重素质教育，学校推进体育课教学，开展阳光体育活动，为每个年级段设置不同的活动内容。学校将艺术活动课排入课程表，让竖笛与口风琴教育进入课堂。同时组建了田径、排球、篮球、舞蹈、声乐、器乐、书画、英语等28个校级体艺社团和37个段级体艺社团，每周定期开展活动。2008年1月，学校举办首届校园才艺大赛。其中铜管乐队组建于1994年，是玉环唯一的学生铜管乐队，曾应邀出席全国地掷球锦标赛开幕式表演，并多次获奖或受邀演出。学校也大力支持乐队的建设，花费30余万先后三次帮助购买乐器。校内的“丰山书院”创办于2018年，初步形成特色校本课程体系，分基础课程、书院课程和拓展课程三大块，开设江南丝竹、茶艺、南拳、方言等50多种课程。因传承玉环五支拳，2020年6月8日被玉环市文化和广电旅游体育局、玉环市教育局命名为第二批玉环市非物质文化遗产传承教学基地。

## 荣誉
1995年，该校少先队被浙江省少工委授予省红旗大队的称号。1999年，陈屿镇小被评为台州市首批文明学校、台州市红领巾示范学校。陈屿镇小亦有獲「浙江省示范小学」、「浙江省绿色学校」、台州市首批红领巾示范学校等榮譽稱呼。